# Agrostophyllum grubbianum
Agrostophyllum grubbianum är en orkidéart som beskrevs av Paul Ormerod. Agrostophyllum grubbianum ingår i släktet Agrostophyllum och familjen orkidéer. Inga underarter finns listade i Catalogue of Life.